# أسرة تانغ الجنوبية
أسرة تانغ الجنوبية في الغة الصينية 南唐، هي إمبراطورية حكمت في جنوب الصين خلال فترة ممالك العشرة حكمت فترة (937–976) عاصمتها في مدينة نانجينغ. ستمرت حتى عام 976 عندما توحدت الصين من جديد في عهد اسرة سونغ.